# قطعنامه ۹۶۳ شورای امنیت
قطعنامه ۹۶۳ شورای امنیت سازمان ملل متحد که در تاریخ ۲۹ نوامبر ۱۹۹۴ تصویب شد، سندی بین‌المللی دربارهٔ پذیرش اعضای جدید سازمان ملل متحد: پالائو است. این قطعنامه طی نشست ۳۴۶۹ام با ۱۵ رای موافق، ۰ مخالف و ۰ ممتنع تصویب شد.